# Piaggio P.3
Die Piaggio P.3 war ein Nachtbomber des italienischen Herstellers Piaggio.

## Geschichte und Konstruktion
Die P.3 wurde von Giovanni Pegna konstruiert und war ein viermotoriger Doppeldecker mit Tragflächen unterschiedlicher Spannweite. Angetrieben wurde die Maschine von vier SPA-6A-Kolbenmotoren mit je 149 kW, von denen jeweils zwei auf der unteren Tragfläche im Tandem angebracht waren und entweder einen Druck- oder einen Schubpropeller antrieben. Das Heck der P.3 war ebenfalls als Doppeldecker ausgelegt und besaß drei Ruder, die dazwischen montiert waren. Die beiden Piloten saßen nebeneinander im offenen Cockpit vor den Tragflächen, der Bugschütze davor und der Heckschütze hinter den Tragflächen. Drei Maschinengewehre dienten der Verteidigung; eines konnte vom Bugschützen und zwei vom Heckschützen eingesetzt werden, wobei eines der beiden nach oben am Flugzeug und eines durch eine Öffnung nach unten gerichtet war, um das Flugzeug auch nach unten verteidigen zu können.
Die P.3 startete 1923 zu ihrem Erstflug. Später wurden statt der vier SPA-Motoren, vier Fiat A.20V mit je 302 kW eingebaut. Allerdings bestellte die Regia Aeronautica keine einzige Maschine.

## Technische Daten
| Kenngröße             | Daten                                               |
| --------------------- | --------------------------------------------------- |
| Besatzung             | 4                                                   |
| Länge                 | 12,40 m                                             |
| Spannweite            | 24 m                                                |
| Höhe                  | ? m                                                 |
| Flügelfläche          | ? m²                                                |
| Leermasse             | ? kg                                                |
| max. Startmasse       | 4860 kg                                             |
| Reisegeschwindigkeit  | 142 km/h                                            |
| Höchstgeschwindigkeit | 185 km/h                                            |
| Dienstgipfelhöhe      | 5800 m                                              |
| Reichweite            | 560 km                                              |
| Triebwerke            | 4 × Fiat A.20V-Kolbenmotoren mit je 302 kW (411 PS) |
| Bewaffnung            | 4 × 7,7-mm-Vickers-Maschinengewehre                 |